# 蚡
蚡（?—?），西漢御史大夫。《汉书·百官公卿表》记载他的名字为介。
汉景帝三年（前154年），吴王刘濞以清君侧诛晁错为名，七国之乱爆发，汉景帝杀死御史大夫晁错，随后平定七国之乱。汉景帝四年（前153年），汉景帝以蚡为御史大夫，蚡没有记载姓氏，不确定是否即汉武帝的舅舅、后来担任太尉的田蚡。汉景帝六年（前151年）汉景帝以岑邁为御史大夫，取代蚡。《汉书》记载介之后的御史大夫即桃侯劉舍，中间没有岑邁。
| 西漢        |                              |             |
| 漢帝國官銜  |                              |             |
| 前任： 晁错 | 西汉御史大夫 前153年—前151年 | 繼任： 岑邁 |